# Uredd

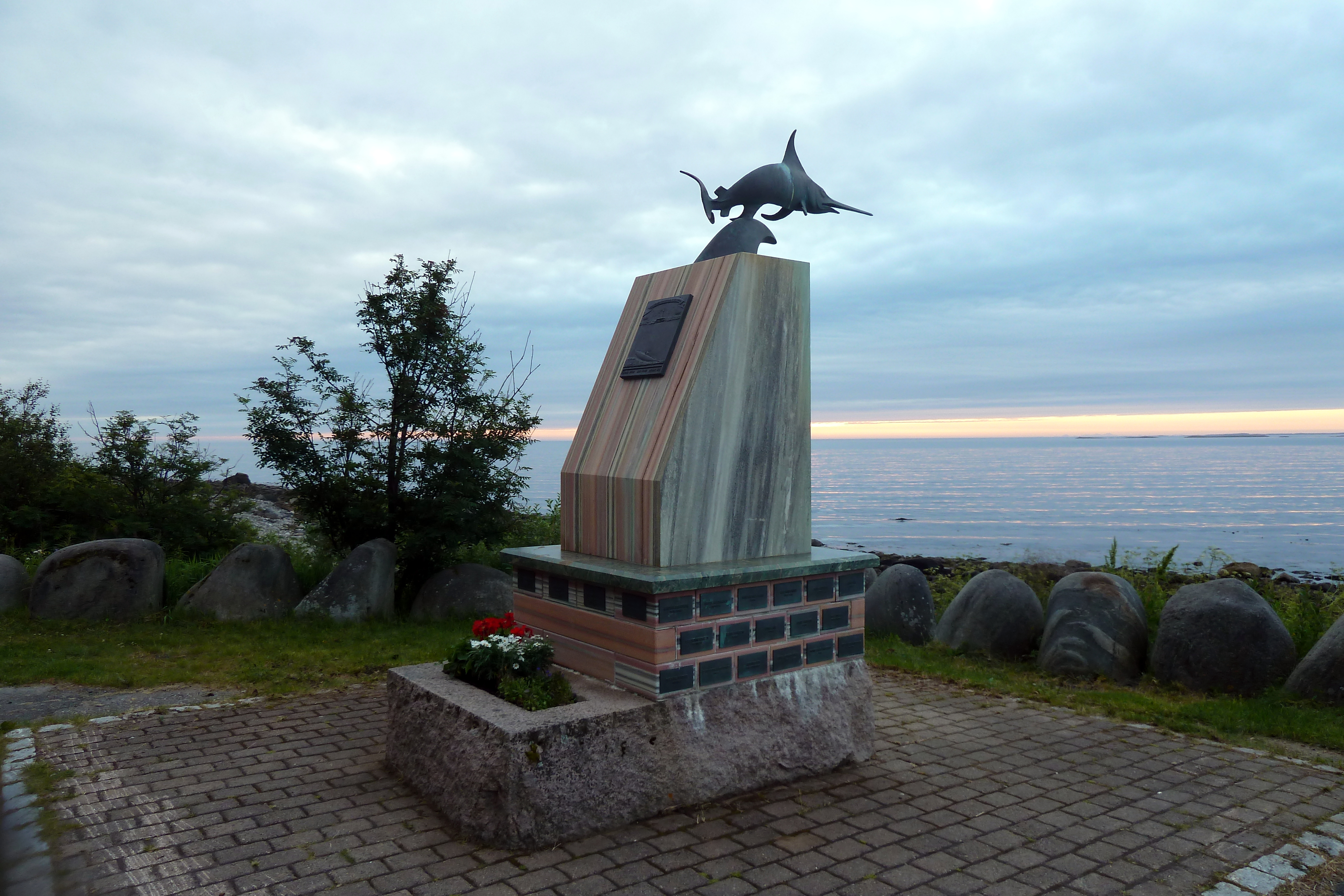
Minnesmonument över ubåten Uredd som förliste i Fugløyfjorden i Nordland 1943.

Uredd (P41) var en norsk ubåt under andra världskriget. Ubåten ingick i 9th Submarine Flotilla i Dundee, och är den enda norska ubåt som förlorats i krig. Ubåten byggdes av Vickers-Armstrong i Barrow-in-Furness, England, sjösattes 24 augusti 1941, och överlämnades av Royal Navy till Sjøforsvaret i slutet av 1941.
I februari 1943 var Uredds uppdrag att landsätta Kompani Linge-agenter i Bodø. Dessa skulle sabotera kraftförsörjningen vid Sulitjelma gruber («Operasjon Seagull»). Man skulle så till Senja för att hämta två fransmän, samt två norska SIS-agenter («Operasjon Upsilon II»). Man hade fått besked av brittisk underrättelsetjänst att Fugløyfjorden inte var minerad, något som visade sig vara felaktigt. Uredd träffade en tysk mina. Samtliga ombord omkom. 
Vraket återfanns sydväst om Fugløyvær på 105 meters djup 1985.